# Diclidurus
Diclidurus is een geslacht van zoogdieren uit de familie van de schedestaartvleermuizen (Emballonuridae). De wetenschappelijke naam van het geslacht werd in 1820 gepubliceerd door Maximilian zu Wied-Neuwied.

## Soorten
Er worden 4 soorten in dit geslacht geplaatst:
- Diclidurus albus zu Wied-Neuwied, 1820 – Spookvleermuis
- Diclidurus ingens Hernández-Camacho, 1955
- Diclidurus isabella (O. Thomas, 1920)
- Diclidurus scutatus Peters, 1869